# 安布希馬哈蘇阿

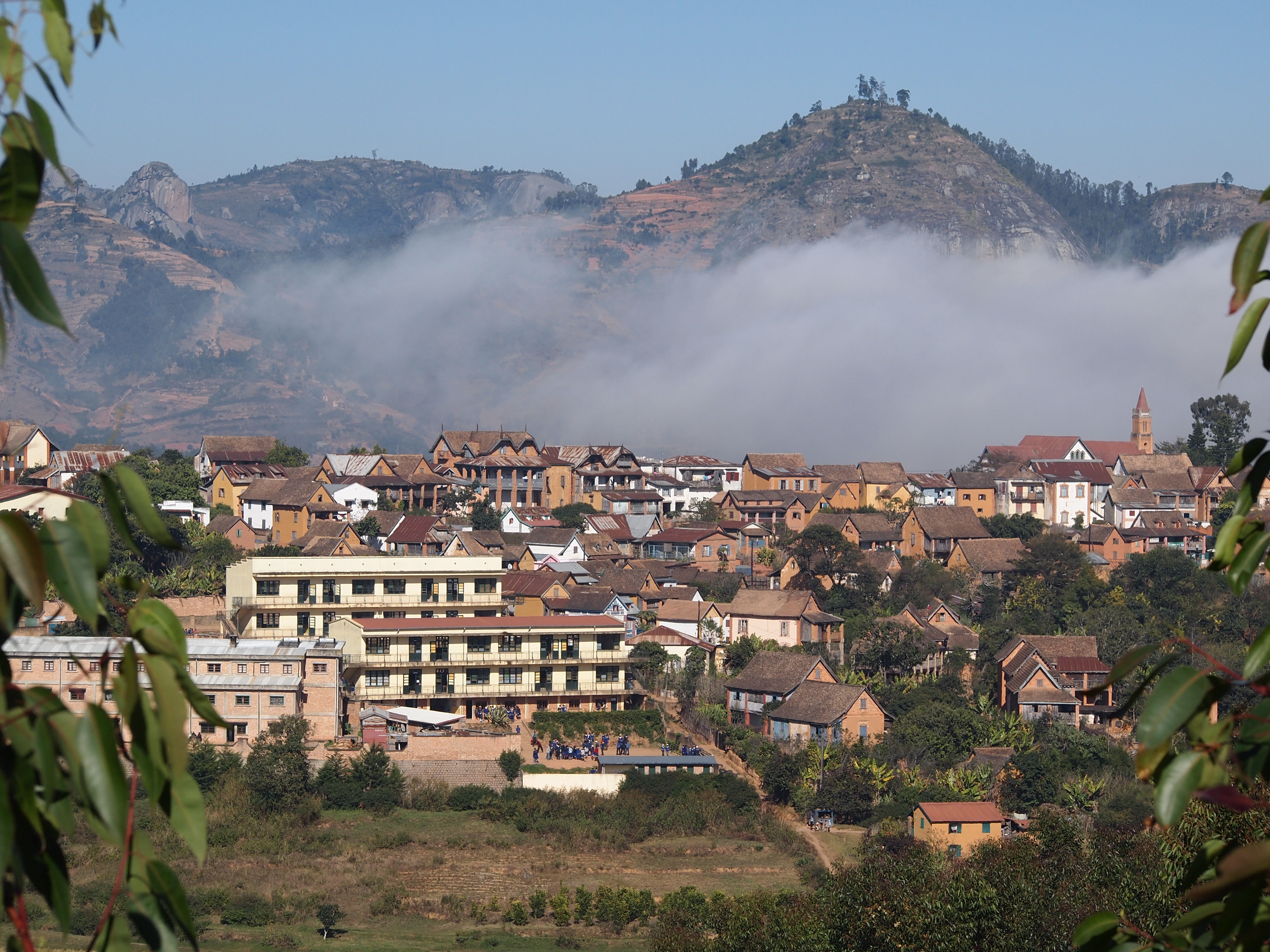
安布希馬哈蘇阿

安布希馬哈蘇阿是馬達加斯加的城市，由上馬齊亞特拉區負責管轄，位於塔那那利佛以北427公里、圖阿馬西納以北317公里，鄰近菲亞納蘭楚阿，海拔高度1,250米。
21°06′23″S 47°12′58″E / 21.10639°S 47.21611°E